# Conservatorio americano di Fontainebleau
Il Conservatorio americano di Fontainebleau venne fondato il 26 giugno 1921.

## Storia
Essa è un elemento importante della storia musicale contemporanea. Questa scuola, che aveva già avuto una prima vita durante la prima guerra mondiale a Chaumont (Alta Marna), come scuola per le bande militari statunitensi, fu agli inizi diretta da Francis Casadesus e Charles-Marie Widor, con la collaborazione di numerosi compositori francesi come Camille Saint-Saëns, Vincent d'Indy, Emmanuel Chabrier, Maurice Ravel ed altri. Il quartetto d'archi Capet et Hewit collaborò con dei corsi e concerti gratuiti.
A quell'epoca, il conservatorio accoglieva più di 150 allievi per anno, con dei soggiorni di tre mesi. Offriva concerti gratuiti e realizzava messe in scena di opere teatrali. All'inizio ebbe fra gli insegnanti una giovane professoressa di composizione e orchestrazione, Nadia Boulanger, che divenne poi l'anima di questa istituzione della quale fu direttrice dal 1949 al 1979. Dietro suo invito, i più grandi musicisti del momento sono venuti a  Fontainebleau: Igor Stravinski,  Georges Enesco, Jean Françaix, Arthur Rubinstein, Yehudi Menuhin, Maurice Gendron, Robert Casadesus, Leonard Bernstein e molti altri ancora.